# Neomyia aurantiaca
Neomyia aurantiaca är en tvåvingeart som först beskrevs av Villeneuve 1916.  Neomyia aurantiaca ingår i släktet Neomyia och familjen husflugor. Inga underarter finns listade i Catalogue of Life.